# Казаља (Пиза)
Казаља је насеље у Италији у округу Пиза, региону Тоскана.
Према процени из 2011. у насељу је живело 10 становника. Насеље се налази на надморској висини од 212 м.